# Vadidegen (film)
A Vadidegen (eredeti cím: Perfect Stranger) 2007-ben bemutatott amerikai thriller James Foley rendezésében, Halle Berry és Bruce Willis főszereplésével.
Magyarországon a világpremierrel egyidőben, 2007. április 12-én mutatta be az InterCom.

## Cselekmény
Rowena Price oknyomozó újságíró és egy barátja, a számítógépes zseni Miles egy konzervatív szenátort készül lebuktatni, aki viszonyt folytat férfi gyakornokaival. A sztorinak azonban a felsőbb hatalmi körök keresztbe tesznek, Rowenna forrását elnémítják, így a feldühödött nő otthagyja állását. Útközben hazafelé felbukkan gyerekkori barátnője, Grace, s arra kéri, segítsen neki leleplezni a befolyásos üzletembert, Harrison Hillt. A férfi házasságon kívüli viszonyt folytatott vele, amit e-mailek bizonyítanak. Néhány nappal később Grace-t holtan találják, s Rowena Hillt gyanúsítja. Miles segítségével egy ideiglenes álláshoz jut a férfi cégénél. Az interneten és azon kívül is flörtöl vele, azonban Hill rájön, hogy valamilyen hátsó szándék vezérli, s úgy vélve, Rowenna a konkurencia kémje, kirúgja őt. A nő Miles lakására megy, ahol megdöbbentő dologra lel: egy őt istenítő szentélyre és fotókra a monitoron, amik nem rejtik véka alá a Miles és Grace közötti vad viszonyt. A fiatalember hazaérkezik, s Rowenna feldúltan elviharzik. A rendőrségre megy, nem sokkal később Harrison Hillt letartóztatják, majd elítélik Grace meggyilkolásáért.
Miles meglátogatja Rowennát, s elárulja neki, tudja, valójában a lány végzett barátnőjével, Hillt pedig tőrbe csalta. Rowennát kiskorában zaklatta erőszakos apja, így édesanyja megölte őt, s ketten elásták a kertben. Ennek Grace szemtanúja volt, s zsarolta vele, ezért vetett véget életének. Miles azon töpreng, mit adna Rowenna, hogy titokban tartsa, amit tud, remélve, hogy végre viszonzásra lelnek érzései. A nő azonban mellbe szúrja egy konyhakéssel, majd elrendezi a helyszínt, hogy úgy látsszon, dulakodás közben, önvédelemből ölt, s valójában Miles az igazi tettes, nem Hill. Mindezt a szemközti ablakból figyelemmel kíséri egy férfi…

## Szereplők
- Rowena Price – Halle Berry (Pikali Gerda)
- Harrison Hill – Bruce Willis (Dörner György)
- Miles Haley – Giovanni Ribisi (Rába Roland)
- Cameron – Gary Dourdan (Papp Dániel)
- Grace – Nicki Aycox

## Promóció
2007. február 7-étől egy NEED2NO413 nevű felhasználó rövid videókat kezdett feltölteni a YouTube-ra, egyfajta drámasorozatként. Mindegyikben Paula Miranda színésznő szerepelt, aki Bruce Willis megcsalt feleségét játssza a filmben.
A film három szereplője, Grace, Harrison Hill személyi titkárnője, Josie és Mrs. Hill is blogot vezetett 2006 szeptemberétől vagy októberétől, melyekben helyet kaptak YouTube videók is az őket játszó színésznők szereplésével; ezekben a blog szövege hallható tőlük, kisebb változtatásokkal. Ez egy meglehetősen új formája a vírusmarketingnek, s nem egy kommentelőt meggyőztek valóságosságukról annak ellenére, hogy a film hivatalos oldalára vezető linket csatolták mindhárom blog utolsó bejegyzéséhez.
Link a három ál-blogra: http://fastfilly413.blogspot.com/, http://samesame413.blogspot.com/, http://need2no413.blogspot.com/

## Fogadtatás

### Kritikai visszhang
A Vadidegen kirívóan rossz visszajelzésekkel szembesült. A Rotten Tomatoes népszerű kritika-összegyűjtő oldalon 10%-ban nyilatkoztak róla csupán pozitívan, a több mint 135 véleményből levont következtetés pedig az, hogy „Túl bonyolult ahhoz, hogy működjön, a filmvégi csavar pedig bosszantó és fölösleges.” Az Entertainment Weekly újságírója szerint a „Vadidegen egy spam – nem pusztán kereskedelmi célra jött létre, de azzal az irritáló hiszemmel, hogy a vásárlók is olyan ostobák az internetes thrillerekkel kapcsolatban, mint az eladók. Azt tanácsolom, törölni megnyitás nélkül.” Richard Schickel a Time magazintól rávilágít arra, hogy „A film valószínűleg szeretne valami komolyat mondani arról, milyen könnyű is a modern kommunikáció révén több személyiségnek lenni egyszerre, de ezen erőfeszítése elvész képtelenségében.”.
Az ellentábor kevés képviselőinek egyike szerint „A röhejesen túlbonyolított sztorit követni még így is kellően jó móka, egészen a tényleg meglepő befejezésig.”

### Box office
A Vadidegen 2007. április 13-án került az észak-amerikai mozikba, ahol gyenge szereplést kellett elkönyvelnie. Az első hétvégén 11,2 millió dollárt keresett, s ez az átlagos összeg jól illik Bruce Willis ezt megelőző filmjeinek sorába: a Túszdráma 2005-ben 10,2 millióval, a 2006-os 16 utca pedig 11,9 millióval rajtolt. E két produkcióhoz képest azonban James Foley filmje sokkalta gyorsabban veszítette közönségét hétről hétre, így végül alig többre, mint első hétvégéjének megduplázására volt képes. Pályafutását a hatodik hétvégét követően fejezte be 23,7 millió dollárral.
Nemzetközileg ellenben a Vadidegen felülmúlta Willis két említett akciófilmjét. Összesen bezárólag 49,1 millió dollárt gyűjtött az Egyesült Államokon és Kanadán kívül. A legtöbbet Japánban (6,4 millió dollár), Spanyolországban (5,7 millió dollár) és Franciaországban (4,7 millió dollár) gyűjtötte, míg az Egyesült Királyságban erőtlen számokat produkált (1,4 millió dollár).
Magyarországon is az átlagos szóval illethető a film szereplése. Az első hétvége során országszerte 12 839 néző váltott rá jegyet, s ezzel a lista második helyére sikerült felkapaszkodnia, az azt megelőző héten debütált T4xi mögé. Összesen 45 351-en látták a 22 kópián bemutatott filmet, ami 46,1 millió forintos bevételt jelent.